# Pano Lefkara
Pano Lefkara (griechisch Πάνω Λεύκαρα, oft nur Lefkara) ist ein Bergort im Bezirk Larnaka in Zypern. Im Jahr 2021 hatte er 870 Einwohner. Pano Lefkara ist seit 2004 Mitglied der European Charter – Villages of Europe, einer Gruppe ländlicher Gemeinden aus allen 28 EU-Staaten.

## Geographie

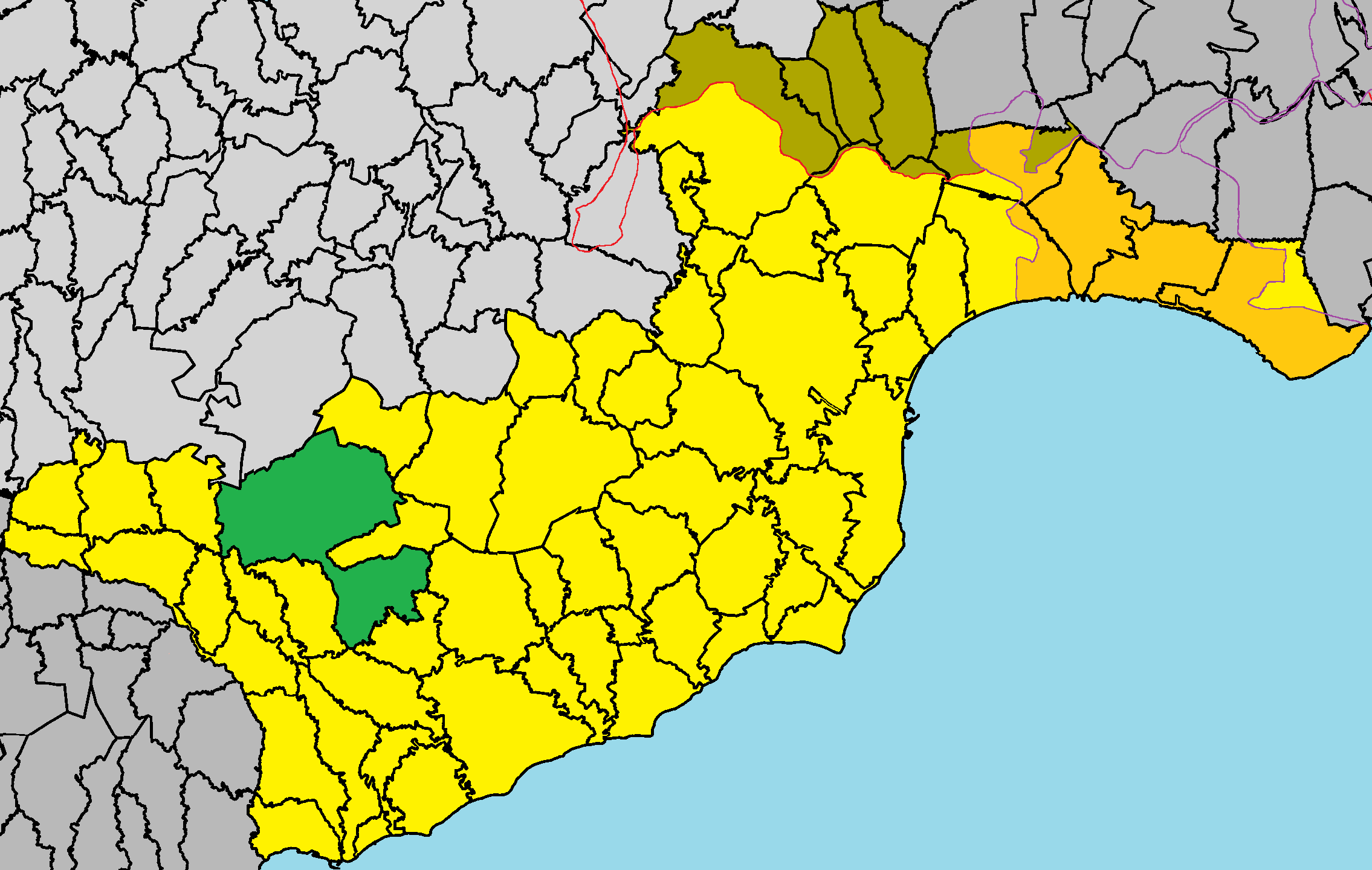
Lage der Gemeinde im Bezirk Larnaka

Der Ort liegt etwa 35 km südlich der Hauptstadt Nikosia und 29 km westlich von Larnaka in den südöstlichen Ausläufern des Troodos-Gebirges auf durchschnittlich 580 Metern Höhe. Das bergige Gemeindegebiet ist durch steile Hänge und enge Täler gekennzeichnet. Die Berge erreichen eine Höhe von bis zu 750 m. Das Gebiet wird durch den Pendaschinos und seine Nebenflüsse Syrkati und Argaki entwässert.
Das Gemeindegebiet ist größtenteils unkultiviert und von Kiefern, Eiben und wilden Olivenbäumen bewachsen. Landwirtschaftlich werden vor allem Mandelbäume, Oliven, Weintrauben sowie Zitrusbäume und andere Obstsorten angebaut. Orte in der Nähe sind unter anderem der tiefergelegene Nachbarort Kato Lefkara, Kato Drys, Vavla und Vavatsinia.

## Sehenswürdigkeiten
Der Ort ist für sein Silberhandwerk bekannt, das wohl bereits seit der venezianischen Zeit betrieben wird. In verschiedenen Silberschmieden und in einem Volkskundemuseum können sich Besucher darüber genauer informieren.
Eine weitere überregionale Bekanntheit auch bis ins Ausland hat der Ort durch seine Strickereien und Spitzen, welche als Lefkaritiko bekannt sind. Diese Tradition geht auf die Jahre zwischen 1191 und 1571 zurück, als venezianische Adelsdamen ihre Zeit im Ort mit dem Herstellen von Stickereien verbrachten und einheimische Hausbedienstete darin unterrichteten. Leonardo da Vinci soll auf einer Reise nach Zypern den Ort besucht haben und dabei ein hier hergestelltes Tischtuch erworben haben, welches er dem Mailänder Dom gespendet haben soll.
Die Lefkaritiko wurden 2009 in die UNESCO-Liste des immateriellen Kulturerbes der Menschheit aufgenommen.

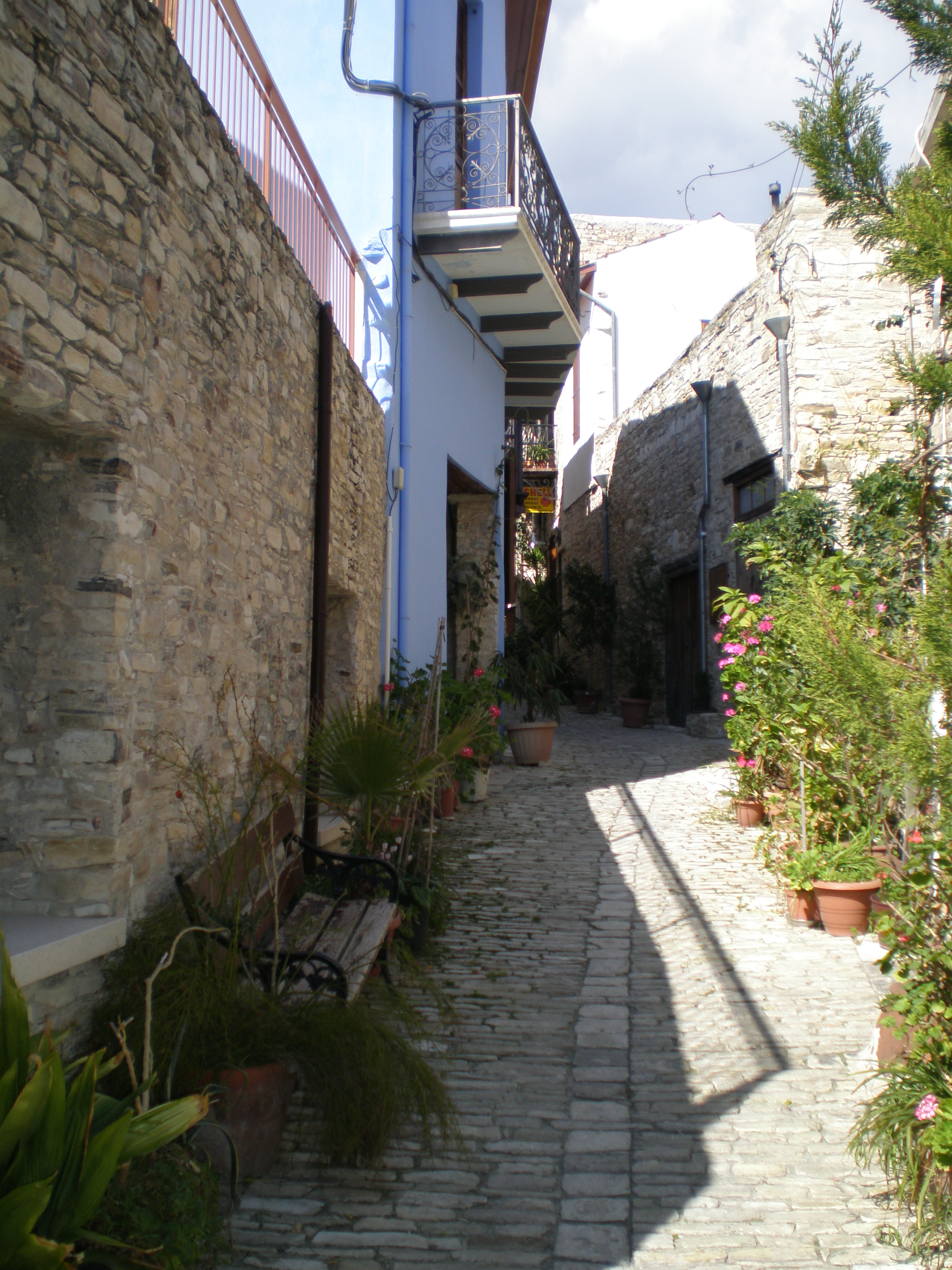
Typische kleine Gasse im Ort

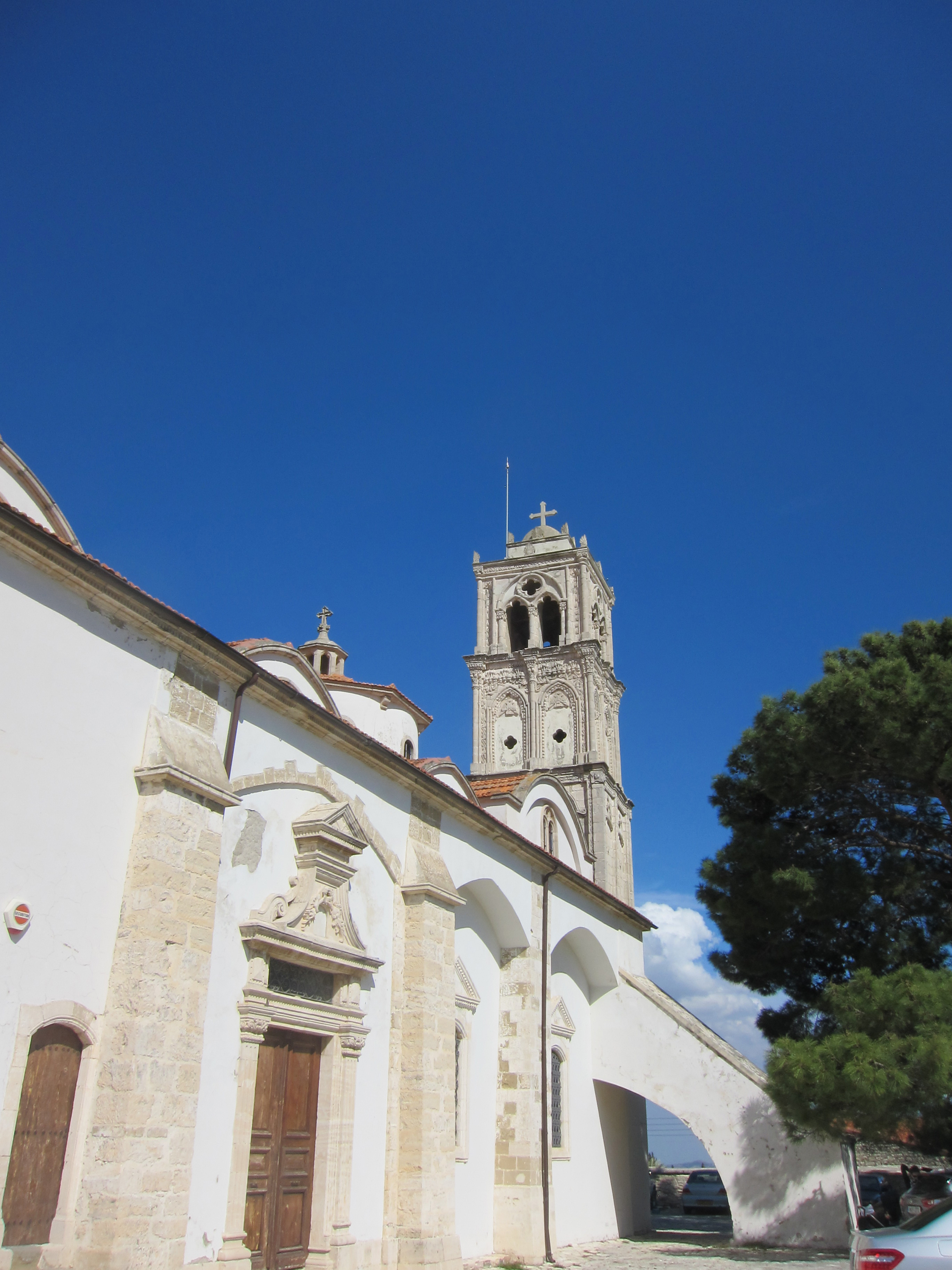
Kirche Timiou Stavrou

Auffallend ist ebenfalls die Kirche Timiou Stavrou (oder auch Heilige-Kreuz-Kirche) aus dem 13. Jahrhundert. In der Kirche befinden sich Fresken aus dem Jahr 1760. In der Krypta wird ein hölzernes, versilbertes Kreuz aufbewahrt, das angeblich ein Stück des echten Kreuzes Jesu enthalten soll.

## Städtepartnerschaften
Die Gemeinde unterhält Partnerschaften mit folgenden Gemeinden:
- Arta, seit 1999
- Rafina, seit 1997
- Nea Chalkidona, seit 1993
- Kozani, seit 1996
- Lusignan, seit 1997
- Crispiano, seit 2006
- Islington, seit 1983

Pano Lefkara unterhält weiterhin offizielle Beziehungen zu:
- Kolindros
- Ducherow, seit 2000
- Resko

Zudem ist Pano Lefkara der Vertreter Zyperns in der European Charter – Villages of Europe, einem Verbund ländlicher Gemeinden aus allen EU-Ländern.